# All Over the Place
All Over the Place  — п'ятнадцятий студійний альбом американського джазового гітариста Майка Штерна, випущений у 2012 році на лейблі Heads Up International. 

## Загальний огляд
Останній на сьогодні альбом гітариста записаний у стилі ф'южн та включає елементи фанку, блюзу, африканської музики, соул-джазу та бібопу. В його записі взяло участь багато відомих музикантів, зокрема Дейв Голланд, Рішар Бона, Есперанца Спалдінг, Віктор Бейлі, Дейв Векл, Кенні Гаррет. У 2012 та 2013 роках альбом тримався на 13 позиції у списку найкращих джазових альбомів журналу Billboard.

## Список композицій
Автор всіх композицій Майк Штерн
1. AJ  	                8:53
2. Cameroon  	        5:46
3. Out of the Blue  	6:15
4. As Far as We Know  	6:33
5. Blues for Al    	7:06
6. OCD             	8:07
7. You Never Told Me  	6:18
8. Half Way Home  	        6:28
9. Light           	6:14
10. Flipside        	7:22
11. All Over the Place  	6:20

## Музиканти
- Майк Штерн – гітари
- Джим Берд (Jim Beard)– клавішні
- Рішар Бона[en]– бас, вокал
- Ентоні Джексон (Anthony Jackson)– бас
- Лені Штерн (Leni Stern)– гітара
- Есперанца Спалдінг – акустичний бас, вокал
- Дейв Голланд – бас
- Віктор Бейлі[en] – бас
- Віктор Вутен (Victor Wooten) – бас
- Том Кеннеді – бас
- Віл Лі (Will Lee)– бас
- Кейт Карлок (Keith Carlock)– барабани
- Лайонел Кордью (Lionel Cordew) – барабани
- Ел Фостер (Al Foster)– барабани
- Кім Томпсон (Kim Thompson)– барабани
- Дейв Векл[en] – барабани
- Тім Кейпер (Tim Keiper)– перкусія
- Ренді Брекер[en] – труба
- Боб Франчесіні (Bob Franceschini)– саксофон
- Кенні Гаррет[en] – саксофон
- Кріс Поттер (Chris Potter)– саксофон
- Боб Малак (Bob Malach)– саксофон

## Цікаві факти
На альбомі можна почути гітару Лені Штерн, жінки Майка  Штерна.